# Juan Vásquez
Juan Vásquez, auch Juan Vázquez, (* um 1500 in Badajoz; † nach 1560 vermutlich in Sevilla) war ein spanischer Renaissance-Komponist, Kantor, Kapellmeister und römisch-katholischer Priester. Er schrieb Vokalwerke von großer Einfachheit und Schönheit. Er wird mit Francisco Guerrero, Cristóbal de Morales, Juan Navarro Hispalensis und anderen zur Andalusischen Komponistenschule gerechnet.

## Leben

### Frühphase

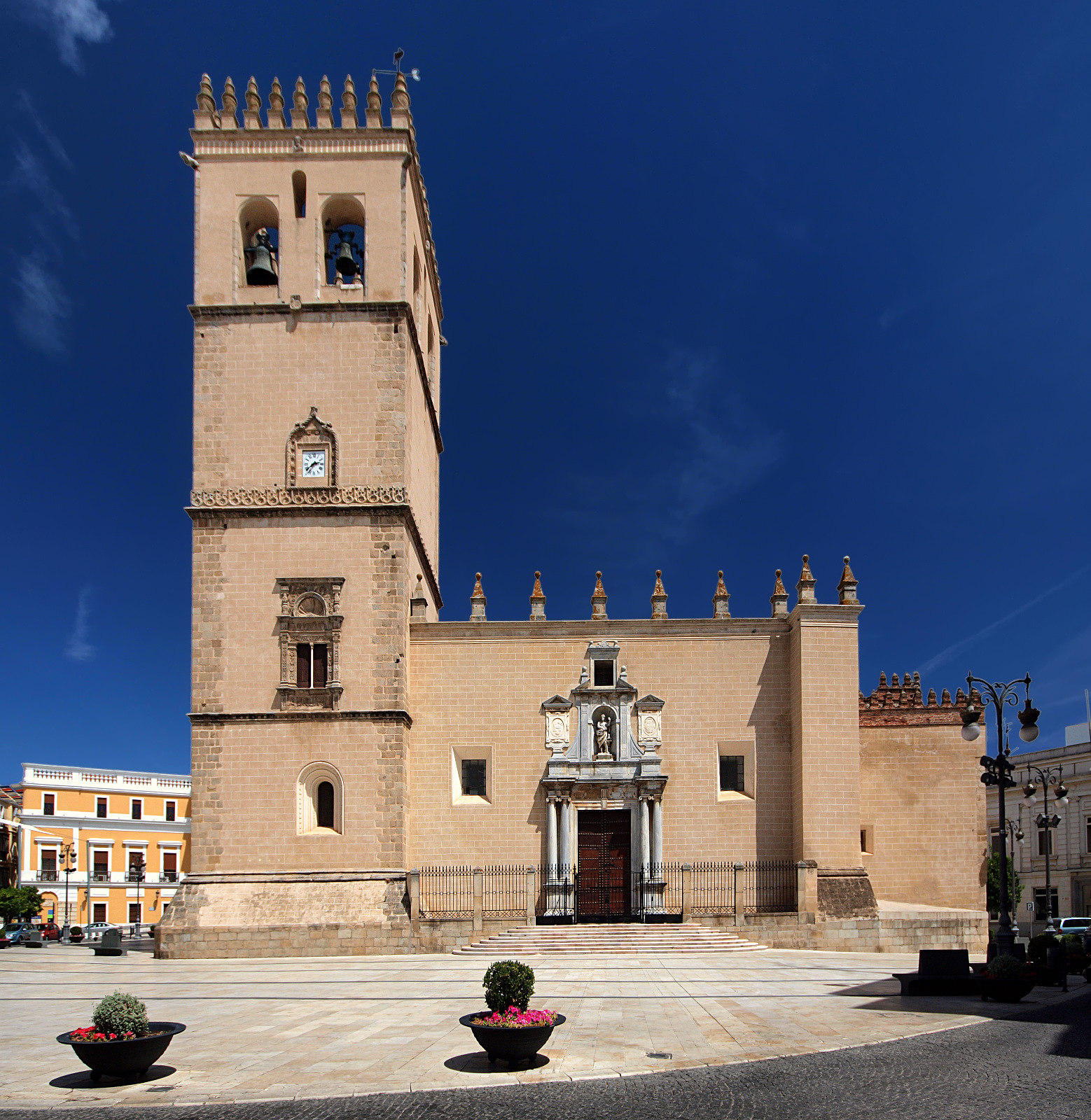
Die Kathedrale von Badajoz, an der Vásquez ab 1530 wirkte

Vásquez wurde im ersten Jahrzehnt des 16. Jahrhunderts in Badajoz geboren. Aus dieser Zeit sind nur sehr wenige biografische Daten von Vásquez bekannt. Insbesondere kennt man weder das Geburtsdatum, noch seinen familiären Hintergrund oder Umstände und Umfang seiner musikalischen Ausbildung. Vásquez’ Name erscheint zum ersten Mal in den Aufzeichnungen des Chors der Kathedrale von Plasencia, in den er am 27. Oktober 1511 aufgenommen wurde. Als Stimmlage wird Kontra-Alt angegeben, was darauf hinweist, dass er zu dieser Zeit noch ein Kind war. Ab diesem Zeitpunkt verliert sich Vásquez’ Spur für zwanzig Jahre. Sein Name taucht 1530 wieder in den Büchern der Kathedrale seiner Heimatstadt Badajoz auf. Hier wurde er am 22. April 1530 mit einem Jahresgehalt von 15.000 Maravedíes als Sänger in die Domkapelle aufgenommen. Nach dem gleichen Dokument wurde er am 30. September 1530 zum Lehrer für die Domknaben ernannt mit der Verpflichtung, diesen täglichen Unterricht in Gregorianischem Choralgesang, Figuralgesang und Kontrapunktik zu erteilen. Der Kapellmeister der Kathedrale von Badajoz war in diesen Jahren Juan Salcedo. Dieser ernannte Vásquez am 26. Juni 1535 anstelle von Francisco Grageras zum Vorsänger der Kathedrale. Dies deutet darauf hin, dass er eine sehr gute Stimme hatte. Diese Position kombinierte man mit der des Gesanglehrers für die Kinder. Im Sommer 1538 verließ Juan Vásquez seine Heimatstadt Badajoz, in die er erst 1545 zurückkehrte.

### Mittlere Phase

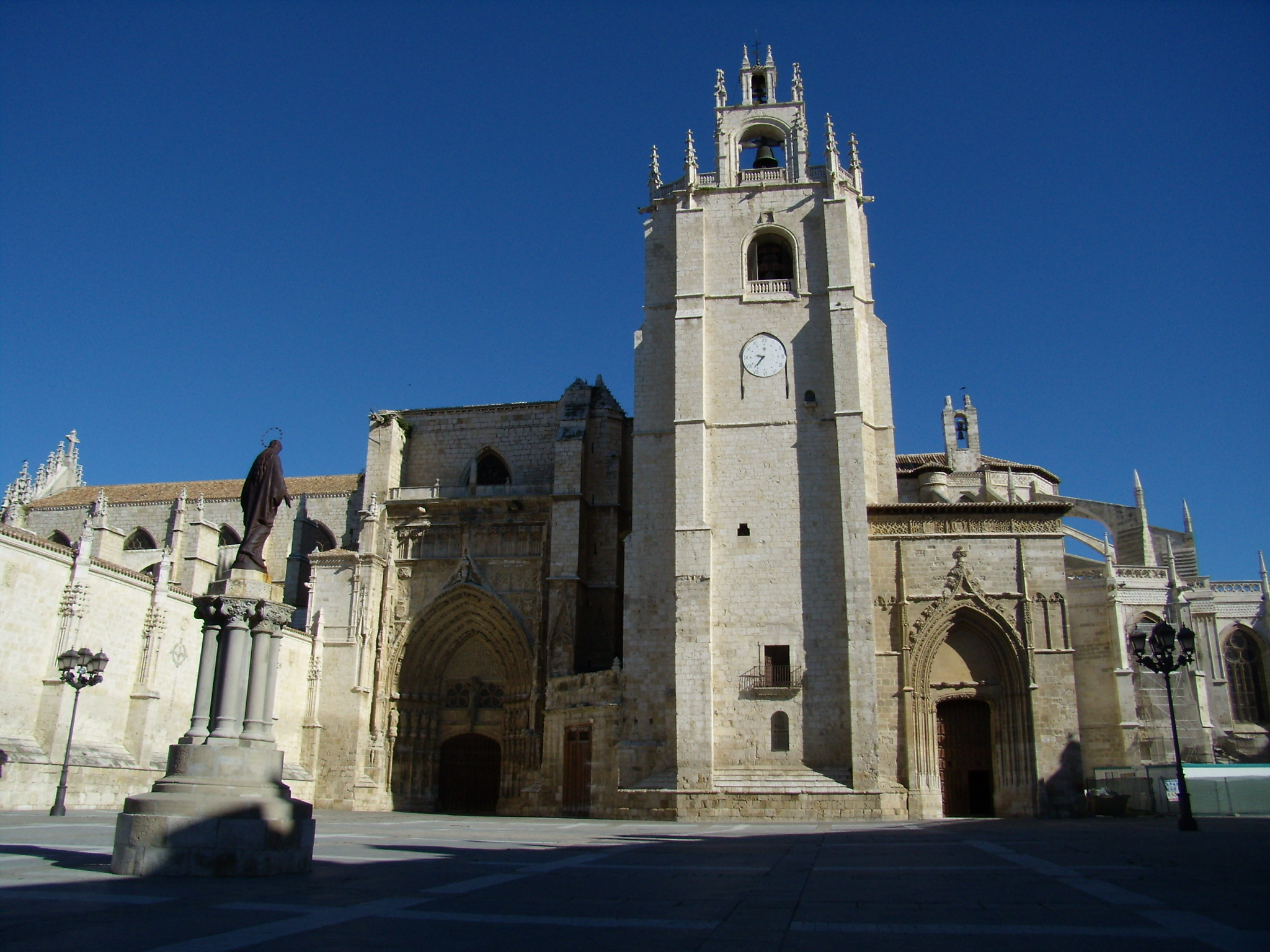
Die Kathedrale von Palencia, an der Vásquez ab 1539 wirkte

Ab 1538 durchlief Vásquez wie die meisten spanischen Komponisten seiner Zeit verschiedene Domkapellen. So trat er 1539 als Sänger der Kapelle der Kathedrale von Palencia bei und kam mit kastilischen Kapellen und mit adligen Musikern in Kontakt. Vásquez’ Werke wurden so auch kastilischen Vihuelisten bekannt. Einige dieser Musiker, wie Enríquez de Valderrábano, Diego Pisador und Miguel de Fuenllana, transkribierten Vásquez’ Werke für Vihuela und Gesang. Am 19. April 1541 erteilte ihm der Rat der Kathedrale von Palencia auf Ersuchen des erzbischöflichen Kapellmeister von Toledo, Juan Pardo de Tavera, die Erlaubnis, nach Madrid zu reisen. Im Oktober 1541 trat Vásquez als Kantor der Kapelle des Erzbischofs von Madrid, Kardinal Tavera, bei. In Madrid blieb Vásquez nur kurze Zeit, denn er wechselt nicht mit Kardinal Tavera nach Toledo. 1545 kehrte Vásquez nachfolgend auf Luis de Quiñónez als Kapellmeister an die Kathedrale von Badajoz zurück und blieb bis in den Sommer 1550 in dieser Position. Sein Gehalt betrug 30.000 Maravedíes. In einer Urkunde des Jahres 1549 wird Vásquez erstmals als Geistlicher (Presbyter) angesprochen. 1556 erhielt er die Priesterweihen. 1548 siedelte Vásquez in das benachbarte portugiesische Vila Viçosa an den Hof der Herzöge von Braganza um. Mit diesem Hof bestanden seitens der Kathedrale von Badajoz wechselseitige enge kulturelle Austauschbeziehungen.

### Spätphase und Tod
1551 siedelte Vásquez in das andalusische Sevilla um. Er fand eine Anstellung bei dem Adligen Antonio de Zuñiga, dem er seine Veröffentlichung Villancicos y canciones (‚Villancicos und Gesänge‘) widmete. In diesem aristokratischen Umfeld knüpfte er Beziehungen zu Musikern wie Francisco Guerrero, Cristóbal de Morales, Juan Navarro Hispalensis und Juan Bermudo. 1556 veröffentlichte er in Sevilla seine Agenda defunctorum und trat in die Dienste von Juan Bravo. In der königlichen Druckerlaubnis für dieses Buch wird explizit erwähnt, dass Vásquez Priester ist und aus Badajoz stammt. Schließlich veröffentlichte Vásquez 1560 sein berühmtes Buch Recopilación de Sonetts y villancicos a cuatro y a cinco voces (‚Zusammenstellung von Sonetten und Liedern mit vier und fünf Stimmen‘), das er seinem Patron Don Gonzalo de Moscoso y Cáceres Peña widmete, in dessen Haus in Sevilla er ab 1560 diente.
Allgemein nahm man in der Musikwissenschaft an, dass Vásquez nach der Veröffentlichung seines letzten Buches im Jahr 1560 bis zu seinem Tod in Sevilla blieb. Jüngste Forschungen weisen jedoch die Möglichkeit auf, dass Vásquez um 1571/1572 die Position des Meisters der Kapelle der Herzöge von Medina-Sidonia innehatte, so dass das genaue Todesdatum von Vásquez unbekannt bleibt. Insbesondere die Musikwissenschaftlerin Lola de la Torre stellte die Behauptung auf, dass Vásquez 1572 noch in Diensten des mächtigsten Adligen Spaniens, in Diensten von Alonso Pérez de Guzmán, dem siebten Herzog von Medina-Sidonia stand.

## Werke

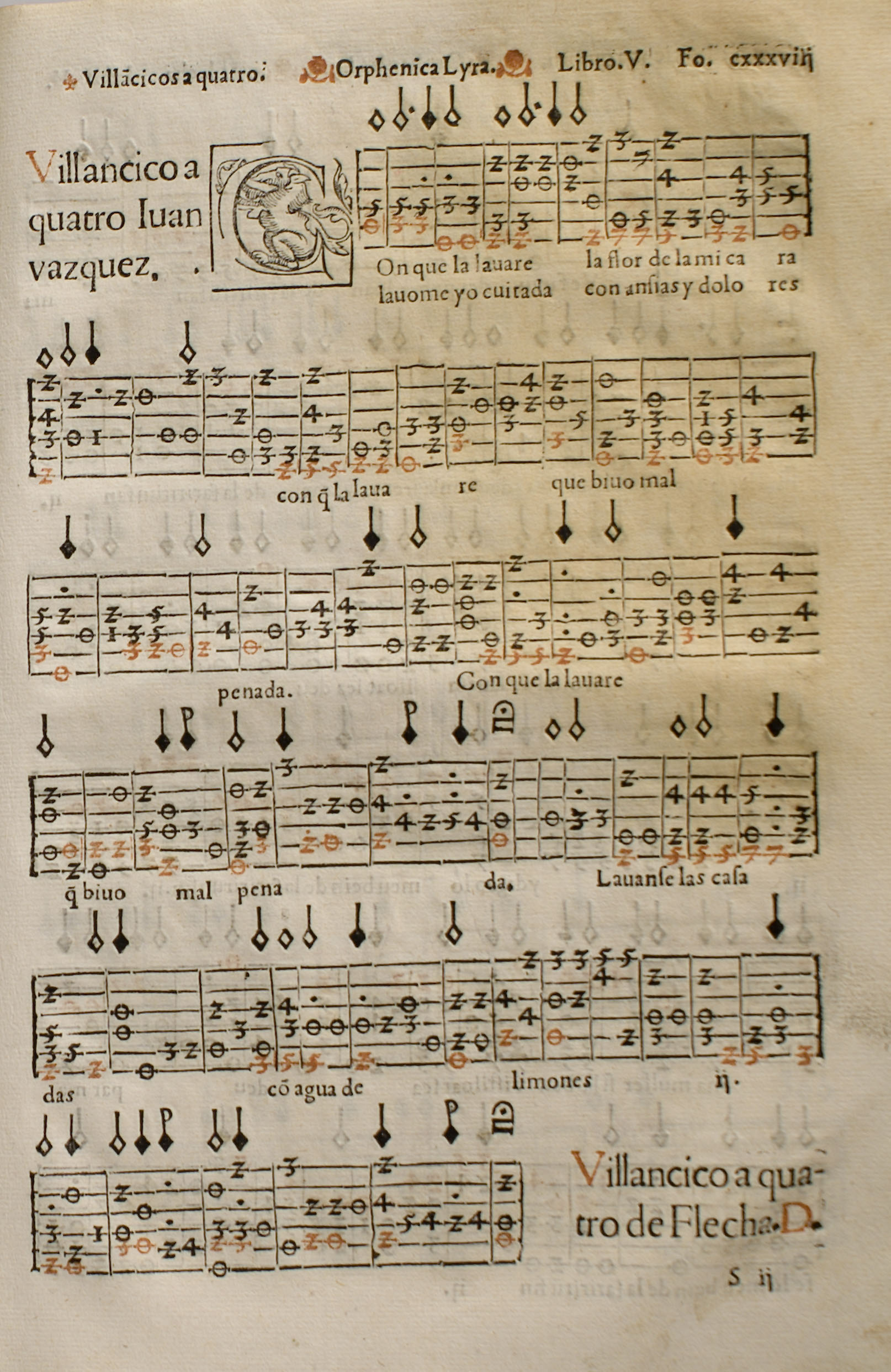
Transkription des Villancico ¿Con qué la lavaré? von Juan Vásquez für Vihuela und Gesang aus dem Buch Lyra de Miguel von Miguel de Fuenllana

Alle Werke, die uns von Juan Vásquez überkommen sind, wurden in Andalusien veröffentlicht. Hierbei handelt es sich konkret um folgende Werke:
- Villancicos y canciones a tres y a cuatro voces (1551)
- Agenda defunctorum (1556)
- Recopilación de Sonetts y villancicos a cuatro y a cinco voces (1560)

Möglicherweise hat Vásquez weitere Werke geschrieben, die nicht auf uns überkommen sind. Dies legt das Sonett von Alonso de Barrera nahe, das Vásquez und seine Musik aufs allerhöchste lobt.

«Y deste, imaginar y concertalla
Juan Vásquez tanta parte y tal alcanza,
qual muestran muchos libros que ha compuesto.»

Überraschenderweise wurde kein einziges Werk von Vásquez in Form einer handschriftlichen Quelle gefunden. Selbst die Werke, die er als Kapellmeister der Kathedrale von Badajoz geschrieben hatte, sind nicht einmal im Archiv dieser Kathedrale vorhanden.

### Das profane Werk: Kanzonen, Villancicos und Sonette
Die Werke von Vásquez mit säkularen Themen finden sich in den Villancicos y canciones a tres y a cuatro voces und in der Recopilación de Sonetts y villancicos a cuatro y a cinco voces. Sie enthalten Stücke in spanischer Sprache hauptsächlich in der Form von Villancicos, also in der Form von drei- oder vierstimmigen Liedern für den volkstümlichen weltlichen oder geistlichen Festgesang.
Im Gegensatz zu anderen Komponisten, die auch Priester waren wie beispielsweise Francisco Guerrero, veröffentlichte Vásquez seine profanen Werke, einschließlich der Werke, die das Thema „Liebe“ behandelten, in einer Art, die diese Lieder nicht in eine göttliche Sphäre hoben. Einige Texte seiner Werke stammen von zeitgenössischen bekannten Dichtern und Schriftstellern wie Juan Boscán, Garcilaso de la Vega, Gil Vicente oder vom Comendador Escrivá. Andere Lieder hingegen basieren auf poetischen Volkstexten und volkstümlichen Sprüchen. Darüber hinaus basieren viele seiner Villancicos auf populären Melodien.
In den Kompositionen mit profanen Themen führt Vásquez die Tradition populärer Villancicos und Romanzen des späten fünfzehnten Jahrhunderts fort wie sie von Juan del Encina und Francisco de la Torre populär gemacht wurde. Er leitet jedoch eine allmähliche Entwicklung in Richtung auf das italienische Madrigal ein. Der Musiktheoretiker Juan Bermudo berichtet in Band 4 seines Werkes Declaración de instrumentos musicales die außerordentlich hohe Qualität dieser Vásquez-Musikstücke, die man einstudieren sollte wie die Werke von Josquin des Prés, Adrian Willaert, Cristóbal de Morales oder Nicolas Gombert.
Das erste von Vásquez Liederbüchern Villancicos y canciones a tres y a cuatro erschien 1551 in der Druckerei von Juan de León in Osuna. Es war seinem damaligen Gönner Antonio de Zúñiga gewidmet. Es besteht aus 26 Villancicos und Kanzonen. Leider ist nur die Kopie einer Stimme erhalten, so dass auch nur eine Stimme der Werke original verfügbar ist. Die Real Academia de la Historia stellt dieser bekannten Aussage von Samuel Rubio und José María Llorens die Aussage entgegen, dass die Stimmbücher aller vier Stimmen in der Biblioteca de la Fundación Bartolomé March in Palma de Mallorca vorhanden seien.
Bedeutender ist die zweite erhaltene Sammlung der Recopilación de Sonetts y villancicos a cuatro y a cinco voces. Sie wurde 1560 in Sevilla von dem Drucker Juan Gutiérrez veröffentlicht. Sie war Don Gonzalo de Moscoso y Cáceres Peña gewidmet, der einer Adelsfamilie aus der Extremadura angehörte. Das Werk umfasst insgesamt 77 Stücke, darunter Villancicos, Kanzonen und Madrigale. Einige dieser Stücke waren bereits in seinem ersten Buch von 1551 enthalten. Einige der enthaltenen Werke wurden zuerst von den Vihuelisten Enríquez de Valderrábano, Diego Pisador y Miguel de Fuenllana als Intabulationen für Viuhela veröffentlicht. Insgesamt sind 82 verschiedene Kompositionen in den beiden Liedveröffentlichungen erhalten und auf die Nachwelt überkommen.

### Das sakrale Werk: Die Agenda defunctorum
Die Agenda defunctorum ist das einzige sakrale Werk Vásquez', das auf uns überkommen ist. Es wurde 1556 von dem Drucker Martín Montes de Oca in Sevilla gedruckt. Es ist Juan Bravo de Morata, dem Sohn von Martín Bravo Morata, einer eingesessenen Familie aus Lorca gewidmet. Bisher wurden zwei Exemplare des Buches gefunden, eines in der Bibliothek der Diputación de Barcelona und eines im Archiv der Kathedrale von Valladolid.
Das Werk ist eine monumentale Totenmesse, ja die umfänglichste Totenmesse aller Renaissance-Polyphonisten und Renaissance-Komponisten überhaupt. Vásquez hat das gesamte Totenamt musikalisch in einheitlicher und kohärenter Weise durchkomponiert.
Die Agenda defunctorum besteht aus insgesamt 27 Teilen: 18 für das Officium defunctorum, das eigentliche Totenamt und 9 für die Missa pro defunctis, die Totenmesse. Das Officium defunctorum selbst besteht aus einer Einführung mit einem Psalm, neun Antiphonen, einem Responsorium, dem Gesang des Zacharias und dem Requiescant in pace. Die eigentliche Struktur der Agenda defunctorum ist folgendermaßen angelegt:
- Officium defunctorum (Totenamt):
  - Ad Matutinum (zum Morgengebet):
    - Invitatorio mit einem Psalm
    - In Primo Nocturno (erste Nacht): 3 Antifone und 3 Lesungen
    - In Secundo Nocturno (zweite Nacht): 3 Antifone und 1 Lesung
    - In Tertio Nocturno (dritte Nacht): 3 Antifone, 1 Lesung und 1 Responsorium

  - Ad Laudes (zum Lobgebet): 2 Stücke: Der Gesang des Zacharias und die Klage Requiescant in pace. Amen
- Missa pro defunctis (Totenmesse): 9 Stücke

Die meisten Stücke sind für vier Stimmen, einige für drei und andere für 5 Stimmen gesetzt. Mit Ausnahme der Lesungen sind alle Stücke als polyphone Melodie alternierend mit Gregorianischen Melodien gesetzt.

### Die Transkriptionen für die Viuhela
Wie bereits erwähnt, haben einige kastilische Vihuelisten Werke von Vásquez für Vihuela und Solo-Gesang transkribiert. Es handelt sich um genau neunzehn adaptierte Werke Vásquez', die in folgend genannten drei Vihuela-Sammlungen veröffentlicht wurden:
- Silva de Sirenas, von Enríquez de Valderrábano Veröffentlicht in Valladolid 1547. Enthält 3 Transkriptionen für Vihuela.
- Libro de música de vihuela, von Diego Pisador. Veröffentlicht in Salamanca, 1552. Enthält 3 Transkriptionen für Vihuela.
- Orphénica Lyra, von Miguel de Fuenllana. Veröffentlicht in Sevilla, 1554. Enthält 13 Transkriptionen für Vihuela.

Aus den Drucklegungsjahren dieser Vihuela-Sammlungen ergibt sich, dass Vásquez’ Musikstücke bereits vor Erscheinen seiner eigenen Musikbücher durch die genannten Vihuelisten in der Öffentlichkeit bekannt gemacht wurden. Valderrábano veröffentlichte beispielsweise das Stück Quién me otorgase señora 1547 dreizehn Jahre bevor die eigentliche Vásquez-Veröffentlichung erfolgte.

### Gesamtliste der Werke von
Nachfolgend sind alle bekannten Werke von Juan Vásquez aufgeführt. Die Abkürzungen in der Spalte „Quellen“ werden unter der Tabelle angegeben. Die Abkürzungen in der Spalte „Tonträgeraufnahmen“ werden im Abschnitt „Diskografie“ aufgeführt.
| №                                                  | Werk                                    | Stimmen        | Musikal. Form             | Quellen             | Tonträgeraufnahmen                                                                                                 | Kommentare |
| Säkulare Werke                                     | Säkulare Werke                          | Säkulare Werke | Säkulare Werke            | Säkulare Werke      | Säkulare Werke | Säkulare Werke |
| -------------------------------------------------- | --------------------------------------- | -------------- | ------------------------- | ------------------- | --- | --- |
| 1                                                  | Abaxa los ojos, Casada                  | 3              |                           | VIL                 | | |
| 2                                                  | Agora que sé d’amor me metéis monja     | 5              |                           | REC                 | ECJ | |
| 3                                                  | Agora que soy niña                      | 4              | Villancico                | REC                 | | |
| 4                                                  | A, hermosa, abrime cara de rosa         | 4              | Villancico                | REC                 | GIS, COL, OAK, ZYR                                                                                                 | |
| 5                                                  | Allá me tienes contigo                  | 3              |                           | VIL                 | | |
| 6                                                  | Amor falso                              | 3              |                           | VIL                 | | |
| 7                                                  | Amor, virtud y nobles pensamientos      | 5              | Sonett                    | REC                 | LAD | |
| 8                                                  | Ay, ay, ay, ay, que ravio y muero!      | 4              | Kanzone                   | REC                 | KOL, ZYR | |
| 9                                                  | Ay, que no oso mirar                    | 3              |                           | VIL, ORP            | | |
| 10                                                 | Bendito sea el día, punto y ora         | 5              | Sonett                    | REC                 | | |
| 11                                                 | Buscad, buen amor                       | 4              |                           | REC                 | COL, SEC | |
| 12                                                 | Cavallero, queraysme dexar              | 5              | Villancico                | REC                 | GIS, ECJ | |
| 13                                                 | Como queréis, madre                     | 3              | Klagelied                 | VIL, ORP            | OLY 3 | |
| 14                                                 | ¿Con qué la lavaré?                     | 4              | Villancico                | REC, SIL, ORP       | GIS, COL, OLA, NEF, ATR, DAN, ZYR, LSA, SEC, CAB 1, OLY 3, RAL 3, COS 3, JMM 3, LAD 3                              | Neben den beiden Transkriptionen dieses Vásquez-Werkes für Vihuela von Enríquez de Valderrábano und Miguel de Fuenllana existiert auch eine anonyme Fassung mit dem gleichen Text im Liederbuch von Uppsala sowie eine weitere Fassung des Vihuelisten Luis de Narváez in seinem Buch Los seys libros del Delphin.                                                    |
| 15                                                 | Covarde cavallero                       | 3–4            |                           | VIL(3), REC(4), ORP | UMB, LAD, RME 3 | |
| 16                                                 | D'aquel pastor de la sierra             | 4              |                           | REC                 | | |
| 17                                                 | De dónde venís, amores                  | 4              | Villancico                | REC, SIL            | GIS, OAK, VIC 1, TBE 1, CGO 1, GBR 1, MOR 1, CAB 1, SIN 1                                                          | |
| 18                                                 | De las dos hermanas, do sé              | 4              | Villancico                | VIL, REC            | GIS, LAD | |
| 19                                                 | De los álamos vengo, madre              | 4              | Villancico                | VIL, REC, ORP       | GIS, TRU, COL, LAW *, AST, HOG, ZYR, AST, CLE, SEC, CGO 3, VIC 3, GBR 3, OLY 3, CAB 3, RAL 3, SEN 3, RME 3}, COS 3 | Es ist eines der bekanntesten Villancicos von Juan Vásquez. Auch in der Neuzeit haben Komponisten wie Joaquín Rodrigo und Manuel Palau ihre eigenen Versionen dieses Festliedes erstellt. |
| 20                                                 | Del rosal sale la rosa. ¡O qué hermosa! | 5              | Villancico                | REC                 | ZYR, LAD | |
| 21                                                 | Descendid al valle, la niña             | 4              | Villancico                | REC                 | GIS | |
| 22                                                 | Determinado amor a dar contento         | 5              | Sonett                    | REC                 | ZYR | Der Text stammt von Juan Boscán. |
| 23                                                 | Dexa ya tu soledad                      | 4              |                           | REC                 | NOT | |
| 24                                                 | Dizen a mí que los amores é             | 4              |                           | REC                 | | |
| 25                                                 | Duélete de mí, Señora                   | 3              |                           | VIL, ORP            | VIC 3, CGO 3, GBR 3, OLY 3, MOR 3                                                                                  | |
| 26                                                 | El que sin ti bivir ya no querría       | 5              | lyrisches Sextett         | REC, ORP            | ECJ | Der Text stammt von Juan Boscán. |
| 27                                                 | En la fuente del rosel                  | 4              | Villancico                | REC, VIH            | GIS, COL, CIR, ORL, FLA, TBE, GER, LSA, GBR, MOR, CAB, RAL 1, LAD 2                                                | |
| 28                                                 | Gentil señora mía                       | 5              | Strophe                   | VIL, REC            | ECJ, AMA | |
| 29                                                 | Gracias al cielo doy                    | 5              | Sonett                    | VIL, REC            | CHA | |
| 30                                                 | Hermosíssima María                      | 5              | Kanzone                   | REC                 | | |
| 31                                                 | Lágrimas de mi consuelo                 | 5              |                           | REC                 | ECJ, CON, FAG | |
| 32                                                 | La mi sola Laureola                     | 3              |                           | VIL, ORP            | SIN | |
| 33                                                 | Lindos ojos aveys, señora               | 4              | Villancico                | VIL, REC            | GIS | |
| 34                                                 | Llamaysme villana                       | 4              |                           | REC                 | | |
| 35                                                 | Los braços traygo cansados              | 4              | Romanze                   | REC                 | HES, SAV *, TER, ZYR, LAD                                                                                          | |
| 36                                                 | Los ojos de Marfida hechos fuentes      | 5              | Sonett                    | REC                 | TRU | |
| 37                                                 | Mi mal de causa es y aquesto es cierto  | 5              | Sonett                    | REC                 | ECJ, LAD | |
| 38                                                 | Morenica, dame un beso                  | 3              |                           | VIL, ORP            | VIC, CAM, CGO, OLY 3, CAB 3, ARM 3, ALF * 3, JMM 3                                                                 | |
| 39                                                 | Morenica m’era yo; Dizen que sí         | 5              |                           | REC                 | TRU, LAD | |
| 40                                                 | No me firays, madre                     | 4              |                           | REC                 | LAD | Der Text stammt vom portugiesischen Dichter Gil Vicente. |
| 41                                                 | No me habléys, conde                    | 3              |                           | VIL, ORP            | UMB | |
| 42                                                 | No me llaméys sega la erva              | 4              |                           | REC                 | SEC | |
| 43                                                 | No pensé qu’entre pastores              | 4              | Villancico                | REC                 | GIS | |
| 44                                                 | No puedo apartarme                      | 4              | Villancico                | REC                 | SEC | |
| 45                                                 | No sé qué me bulle                      | 3              |                           | VIL, ORP            | OLY 3, RME 3 | |
| 46                                                 | No tengo cabellos, madre                | 4              |                           | REC                 | | |
| 47                                                 | O dulce contemplación                   | 4              |                           | REC                 | COL | |
| 48                                                 | Ojos garços á la niña                   | 4              | Villancico                | REC                 | GIS, LAD | Das literarische Thema ist traditionell und wurde auch von Juan del Encina verwendet. Es existiert auch eine anonyme Version mit einer anderen Melodie im Liederbuch von Uppsala. |
| 49                                                 | Ojos morenos, ¿quándo nos veremos?      | 5              | Villancico                | REC                 | GIS, ECJ, CON | |
| 50                                                 | ¿Para qué busca el morir…?              | 4              | Villancico                | REC                 | GIS, SEC | |
| 51                                                 | Perdida traygo la color                 | 3              |                           | VIL                 | | |
| 52                                                 | Por amores lo maldixo                   | 4              |                           | VIL, REC            | SEC, LAD | |
| 53                                                 | Por mi vida, madre                      | 4              | Villancico                | REC                 | GIS | |
| 54                                                 | ¿Por qué me besó Perico?                | 3              |                           | VIL                 | | |
| 55                                                 | Por una vez que mis ojos alçé           | 4              |                           | REC, VIH            | | |
| 56                                                 | Por vida de mis ojos                    | 4              | Villancico                | REC                 | GIS, ZYR, LSA, WAV, SEC                                                                                            | |
| 57                                                 | Puse mis amores                         | 3              |                           | VIL                 | | |
| 58                                                 | ¿Quándo, quándo?                        | 4              | Villancico                | REC                 | | |
| 59                                                 | ¡Qué bonica labradora, Matadora!        | 4              |                           | REC                 | | |
| 60                                                 | Que no me desnudeys                     | 4              |                           | REC                 | | |
| 61                                                 | ¿Qué razón podeys tener…?               | 5              |                           | REC                 | LAD | |
| 62                                                 | ¿Qué sentís, coraçón mío?               | 4              | Kanzone                   | REC                 | GIS, SEC | Der Text stammt von Commander Escrivá. |
| 63                                                 | Que yo, mi madre, yo                    | 5              |                           | REC                 | ECJ, LAD | |
| 64                                                 | Quien amores tiene, ¿cómo duerme?       | 4              | Villancico                | VIL, REC            | GIS *, ZYR, TRU, CAM, HES, CLE, SEC, LAD                                                                           | |
| 65                                                 | Quien dize quel’ausencia                | 3              |                           | VIL                 | CON | |
| 66                                                 | Quién me otorgase señora                | 5              |                           | REC, SIL            | ZYR, ARM 1, LAD 1                                                                                                  | |
| 67                                                 | Quiero dormir y no puedo                | 3              |                           | VIL, ORP            | UMB, RME 3 | |
| 68                                                 | Salga la luna, el cavallero             | 4              |                           | REC                 | LAC, SEC | |
| 69                                                 | Serrana, ¿dónde dormistes?              | 5              |                           | REC                 | LAD | |
| 70                                                 | Si el pastorcico es nuevo               | 4              | Villancico                | REC                 | GIS, SEC | |
| 71                                                 | Si me llaman, a mí llaman               | 4              | Villancico                | REC, VIH            | SEC, RIV 2, LAD 2                                                                                                  | Neben der Transkription dieses Werkes von Diego Pisador in seinem Vihuela-Musikbuch verwendete auch der Vihuelist Alonso Mudarra Melodie und Text dieses Werkes für sein Stück für Solostimme und Vihuela in seinem Werk Tres libros de música en cifra para vihuela. Manche Musikwissenschaftler nehmen an, dass Mudarras Werk nicht auf Vásquez Villancico basiert. |
| 72                                                 | Si n’os uviera mirado                   | 4              | Villancico                | REC                 | GIS, COL, SEC, LAD                                                                                                 | Es handelt sich um eine Canzone madrigalesca. Der erste Vers lautet wie der Beginn einer Lyrik von Juan Boscán, obwohl die Vásquez-Version dem Werk von Luis Vivero entnommen ist. |
| 73                                                 | Si quereys que dé a entenderos          | 5              |                           | REC                 | LAD | |
| 74                                                 | Soledad tengo de ti                     | 4              | Villancico                | REC                 | GIS, COL, SEC, LAD                                                                                                 | Der Text stammt vom portugiesischen Dichter Gil Vicente und gehört zu der Tragikomödie "Don Duardos". |
| 75                                                 | Tales ollos como los vosos              | 4              |                           | REC                 | SEC | |
| 76                                                 | Torna, Mingo, a ’namorarte              | 4              |                           | REC                 | COL | |
| 77                                                 | Un cuydado que la miña vida ten         | 4              |                           | REC                 | | |
| 78                                                 | Yo sé que mi mal es honra               | 3              |                           | VIL                 | | |
| 79                                                 | Vós, hermosa sin ygual                  | 3              |                           | VIL                 | | |
| 80                                                 | Vós me matastes, Niña en cabello        | 3-5            | Villancico                | VIL(3), REC(5), ORP | SIN, TRU, TBE, OLY 3                                                                                               | |
| 81                                                 | Ya florecen los árboles, Juan           |                |                           | REC                 | LAD * | |
| 82                                                 | Zagaleja de lo verde                    | 5              | Villancico                | REC                 | GIS, SAQ, RON, SEC                                                                                                 | Der Text wurde mit einigen Varianten wurde in das 1576 von Juan Linares herausgegebene "Liederbuch Flor de Enamorados" aufgenommen. Der Bratschist Esteban Daza verwendete denselben Text für eines seiner Stücke für Solostimme und Vihuela. |
| Religiöse Werke                                    |                                         |                |                           |                     | | |
| Agenda defunctorum                                 |                                         |                |                           |                     | | |
| Officium defunctorum (Oficio de difuntos)          |                                         |                |                           |                     | | |
| Ad Matutinum (Maitines)                            |                                         |                |                           |                     | | |
| 1                                                  | Regem cui omnia vivunt, venite adoremus | 4 (SATB)       | Invitatorium              | DEF                 | BER, PEÑ | Psalm 94 |
| (In Primo Nocturno) (Primer nocturno)              |                                         |                |                           |                     | | |
| 2                                                  | Dirige, Domine Deus                     | 4 (SATB)       | Antiphon                  | DEF                 | BER, PEÑ | Antiphon I. Es folgt Psalm 5: Verba mea (gregorianischer Gesang) |
| 3                                                  | Convertere Domine                       | 4 (SATB)       | Antiphon                  | DEF                 | BER, PEÑ | Antiphon II. Es folgt Psalm 6: Domine ne furore (gregorianischer Gesang) |
| 4                                                  | Nequando rapiat                         | 4 (SATB)       | Antiphon                  | DEF                 | BER, PEÑ | Antiphon III. Es folgt Psalm 7: Domine Deus in te esperavi (gregorianischer Gesang) |
| 5                                                  | Parce mihi Domine                       | 4 (SSAT)       | Lesung                    | DEF                 | BER, PEÑ | Lesung I: Job 7, 16-21 |
| 6                                                  | Taedet animam meam vitae meae           | 4 (SATB)       | Lesung                    | DEF                 | BER, PEÑ | Lesung II: Job 10, 1-7 |
| 7                                                  | Manus tuae fecerunt me                  | 4 (SATB)       | Lesung                    | DEF                 | BER, PEÑ | Lesung III: Job 10, 8-12 |
| (In Secundo Nocturno) (Segundo nocturno)           |                                         |                |                           |                     | | |
| 8                                                  | In loco pascuae                         | 4 (SATB)       | Antiphon                  | DEF                 | BER | Antiphon IV. Es folgt Psalm 22: Dominus regit me (gregorianischer Gesang) |
| 9                                                  | Delicta juventutis                      | 4 (SATB)       | Antiphon                  | DEF                 | BER | Antiphon V. Es folgt Psalm 24: Ad te Domine (gregorianischer Gesang) |
| 10                                                 | Credo videre                            | 4 (SATB)       | Antiphon                  | DEF                 | BER | Antiphon VI. Es folgt Psalm 26: Dominus illuminatio mea (gregorianischer Gesang) |
| 11                                                 | Responde mihi                           | 4 (SATB)       | Lesung                    | DEF                 | BER | Lesung IV: Job 13, 22-18 |
| (In Tertio Nocturno) (Tercer nocturno)             |                                         |                |                           |                     | | |
| 12                                                 | Complaceat tibi Domine                  | 4 (SATB)       | Antiphon                  | DEF                 | BER | Antiphon VII. Es folgt Psalm 39: Expectans expectavi Dominum (gregorianischer Gesang) |
| 13                                                 | Sana, Domine                            | 4 (SATB)       | Antiphon                  | DEF                 | BER | Antiphon VIII. Es folgt Psalm 40: Beatus qui intelliget (gregorianischer Gesang) |
| 14                                                 | Sitivit anima mea                       | 4 (SATB)       | Antiphon                  | DEF                 | BER | Antiphon IX. Es folgt Psalm 41: Quemadmodum desiderat (gregorianischer Gesang) |
| 15                                                 | Spiritus meus                           | 4 (SATB)       | Lesung                    | DEF                 | BER | Lesung VII: Job 17, 1-3, 11-15. Dies ist der einzige Teil des Totenamtes, der nicht auf einer gregorianischen Melodie basiert. |
| 16                                                 | Libera me, Domine                       | 1–5 (SAATB)    | Responsorium              | DEF                 | BER | Es alternieren fünf-stimmige Polyphonie mit Cantus planus. |
| Ad Laudes (Laudes)                                 |                                         |                |                           |                     | | |
| 17                                                 | Benedictus Dominus Deus Israel          | 1–4 (SATB)     | Gesang des Zacharias      | DEF                 | BER, PEÑ | Lukas 1, 68-79. Dies wird in Fortführung des gregorianische Antiphons Ego sum resurrectio alternierend vierstimmig mit Cantus planus gesungen. |
| 18                                                 | Requiescant in pace                     | 4 (SATB)       | Responsorium              | DEF                 | BER, ZYR, CHE, PEÑ                                                                                                 | |
| Ad Missam – Missa pro defunctis (Misa de difuntos) |                                         |                |                           |                     | | |
| 19                                                 | Requiem aeternam                        | 4 (SATB)       | Introitus                 | DEF                 | ZYR, CHE, PEÑ | Es folgt eine polyphone Version von Psalm 64: Te decet hymnus Deus in Sion |
| 20                                                 | Kyrie-Christe-Kyrie                     | 4 (SATB)       | Kyrie                     | DEF                 | ZYR, PEÑ | |
| 21                                                 | Requiem aeternam                        | 1–3 (ATB)      | Graduale                  | DEF                 | ZYR, CHE, PEÑ | Das Graduale Requiem aeternam ist gregorianischer Gesang und der folgende Vers In memoria aeterna erit justus ist dreistimmig polyphon. |
| 22                                                 | Sicut cervus                            | 4 (SATB)       | Tractus (Gebet)           | DEF                 | | |
| 23                                                 | Domine Jesu Christe                     | 1–4 (SATB)     | Offertorium (Opfergesang) | DEF                 | ZYR, PEÑ | |
| 24                                                 | Sanctus. Benedictus                     | 4 (SATB)       | Sanctus, Benedictus       | DEF                 | ZYR, PEÑ | |
| 25                                                 | Sana me Domine                          | 4 (SSAT)       | Motette                   | DEF                 | ZYR, PEÑ | |
| 26                                                 | Agnus Dei I-III                         | 4 (SSAT)       | Agnus Dei                 | DEF                 | ZYR, PEÑ | |
| 27                                                 | Absolve. Domine                         | 4 (SSAT)       | Antiphon                  | DEF                 | ZYR, PEÑ | |

Abkürzungen der referierten Werke
Folgende Abkürzungen für Quellenwerke werden in oben stehender Tabelle benutzt und bedeuten:
- Druckwerke
  - DEF – Agenda defunctorum. Sevilla, 1556.
  - REC – Recopilación de sonetos y villancicos a cuatro y a cinco voces. Sevilla, 1560.
  - VIL – Villancicos y canciones a tres y a cuatro. Osuna, 1551.
- Intabulationen für Stimme und Vihuela
  - ORP – Libro de música para vihuela, intitulado Orphénica Lyra. Miguel de Fuenllana. Sevilla, 1554.
  - SIL – Libro de música de vihuela intitulado Silva de Sirenas. Enríquez de Valderrábano. Valladolid, 1547.
  - VIH – Libro de música de vihuela. Diego Pisador. Salamanca, 1552.

### Diskografie
Folgende Tonträgeraufnahmen wurden in der Tabelle verwendet.
- [ALF] Valderrabano y los vihuelistas castellanos. Alfred Fernández. Unacorda UCR0012000. 2000.
- [AMA] The Book of Madrigals. Secular Vocal Music of the European Renaissance. Ensemble Amarcord. Raum Klang 10106. 2007.
- [ARM] Armada: Music from the courts of Philip II and Elizabeth I. Fretwork. Michael Chance. Virgin Classics 90722. 1988.
- [ARM] Valderrábano. Silva de Sirenas. Armoniosi Concerti. Juan Carlos Rivera. Carlos Mena. Harmonia Mundi. 2005.
- [ARS] La música en la corte española de Carlos V. Ars Musicae de Barcelona. Enrique Gispert. MEC 1004.
- [AST] Le souvenir de vous me tue. Medieval Chansons from the court of Philip the Good. Duo Asteria. Asteria AMCD 0404. 2004.
- [ATR] Villancicos – Chansons populaires espagnoles des XVe et XVIe siècles. Atrium Musicae de Madrid. Gregorio Paniagua. Harmonia mundi "Musique d'Abord" HMA 190 1025. 1979.
- [BER] Vasquez: Ex Agenda Defunctorum Officium. Coro de Cámara de la Universidad de Salamanca. Bernardo García-Bernalt. Radio Nacional de España 640036. 1991.
- [BRI] Gentil Señora Mía. 16th-century songs and villancicos. Quink Vocal Ensemble. Brilliant Classics. 2013.
- [CAB] Songs Of The Spanish Renaissance. Volume 1. Montserrat Caballé, Manuel Cubedo. RCA – 74321758582. 2003.
- [CAM] Songs and dances from the Spanish Renaissance. Camerata Iberia. MA Records MA 035A. 1995.
- [CGO] A Spanish Songbook. John Constable, Jill Gómez. Conifer. 1995.
- [CHA] Music for Philip of Spain and his four wives. Charivari agréable. Nicki Kennedy, Rodrigo del Pozo. Signum 006. 1997.
- [CHE] All Souls’ Vespers. Requiem Music from Córdoba Cathedral. Orchestra of the Renaissance. Richard Cheetham. Virgin Veritas 45203. 1995.
- [CIR] Music from the Spanish Kingdoms. Circa 1500 Ensemble. CRD 3447. 1987.
- [CLE] Music for Don Quixote. Songs and Dances of Renaissance Spain. Concordia. Mark Levy, Ana-Maria Rincón. Dervorguilla. 1993.
- [COL] Canciones, Romances, Sonetos. From Juan del Encina to Lope de Vega. La Colombina. Accent 95111. 2005.
- [CON] The Victory of Santiago. Voices of Renaissance Spain. The Concord Ensemble. Dorian 90274. 1999.
- [COS] Music for vihuela. La vihuela en las Cortes Reales Españolas. Dolores Costoyas. 2001.
- [DAN] El Cancionero Musical de Palacio. Musik aus der Zeit der Katholischen Könige in Spanien, 1450-1550. Ensemble Danserye. Preiser Records 90028. 1989.
- [ECJ] Canciones y Ensaladas. Chansons et pièces instrumentales du Siècle d'Or. Ensemble Clément Janequin. Dominique Visse. Harmonia Mundi HMC 90 1627. 1997.
- [FAG] All the King’s Men. Henry VIII & the Princes of the Renaissance. I Fagiolini. Robert Hollingworth. Concordia. Mark Levy. Metronome 1012. 1996.
- [GBR] Trois Siecles de Melodies Espagnoles. Isabel Garcisanz, Jean-Patrice Brosse. Arion. 1993.
- [FLA] Rubbra / Britten: The Complete Recorder Works. The Flautadors. Laurence Cummings. Dutton Laboratories 7142. 2003.
- [GER] Linda Amiga. Love Songs of the Sephardim and Renaissance Spain. The Gerard Edery Ensemble. Sefarad Records Corp. 1996.
- [GIS] Canciones y Villancicos de Juan Vasquez. Coro Alleluia. Enrique Gispert. MEC 1005.
- [HES] Canciones y Danzas de España. Lieder und Tänze der Cervantes-Zeit (1547–1616). Hespèrion XX. Jordi Savall. EMI "Reflexe" 7 63145 2. 1976.
- [HOG] Music from the Armada Years. Academy of Ancient Music. Christopher Hogwood. Hespèrion XX. Jordi Savall Folio Society FS 1003 / 1004. Edición en CD con otras grabaciones en: Entremeses del Siglo de Oro. Lope de Vega y su tiempo: 1550–1650. 1978.
- [JMM] Canto del Cavallero. José Miguel Moreno. Glossa GCD 920101. 1993.
- [KOL] The Most beautiful madrigals. Collegium Vocale, Köln. Wolfgang Fromme. CBS Odyssey M2K 45622 (2 CD). 1980.
- [LAC] Roncevaux: Échos d'une bataille. Ensemble "Lachrimae Consort", Ensemble vocal "La Trulla de Bozes". Philippe Foulon. Mandala MAN 4953. 1998.
- [LAD] Si no os hubiera mirado. Juan Vasquez. Sevilla -1560-. Los Afectos Diversos. iTinerant Early 003. 2016.
- [LAW] Luis Venegas de Henestrosa: El arte de fantasía. Harp Consort. Andrew Lawrence-King. Harmonia Mundi USA 907316. 2004.
- [LSA] El Fuego. Les Sacqueboutiers. Naive – Ambroisie. 2008.
- [MOR] Claros y Frescos Rios. José Miguel Moreno, Núria Rial. Glossa. 2000.
- [NEF] Music for Joan the Mad. Spain 1479-1555. La Nef. Sylvain Bergeron. Dorian Discovery 80128. 1992.
- [NOT] El Fuego. Musique polyphonique profane di Siècle d'Or. Música de la Corte. Eduardo Notrica. Voice of Lyrics VOL BL 703. 2003.
- [OAK] Lanterns of Fire. Love and the Mystic in Renaissance Spain. Live Oak and Company. Centaur 2316. 1997.
- [OLA] Mudejar. Begoña Olavide. MA Records MA 042A. 1996.
- [OLY] Fuenllana: Libro de música para vihuela intitulado Orphénica Lyra. Orphénica Lyra. José Miguel Moreno, Carlos Mena, Nuria Rial. Glossa. 1999.
- [ORL] Medieval Gardens. The Rose, the Lily & the Whortleberry. The Orlando Consort. Harmonia Mundi HMU 90 7398. 2005.
- [PEÑ] Vásquez: Agenda Defunctorum. Capilla Peñaflorida. Josep Cabré. Almaviva 0122. 1996.
- [RAL] Al alva venid. Música profana de los siglos XV y XVI. Ensemble La Romanesca. José Miguel Moreno, Marta Almajano, Paolo Pandolfo. Glossa 920203. 1995.
- [RIV] Tañer de gala. Juan Carlos Rivera. Cantus Records C 9631. 2003.
- [RME] Lágrimas corriendo. Canciones de Alonso Mudarra y Miguel de Fuenllana. Carlos Mena y Juán Carlos Rivera. Junta de Andalucía. DS-0131. 2001.
- [RON] A Song of David. Music of the Sephardim and Renaissance Spain. La Rondinella. Dorian Discovery DIS-80130. 1995.
- [SAQ] L'Art de la Saqueboute et du Cornet à Bouquin. Les Saqueboutiers de Toulouse. Jean-Pierre Canihac. Arion ARN 60 464. 1979.
- [SAV] Homenatge al Misteri d'Elx. Drama sagrat per la Festa de l'Assumpció de la Verge. La Vespra. La Capella Reial de Catalunya. Jordi Savall. Alia Vox AV 9836. 2004.
- [SEC] Salga la luna. Recopilación de Sonetos y Villancicos. Secretum. Binario. 2014.
- [SEN] A la Música. Canciones del Renacimiento. Dúo Sentí. Dúo Sentí 1. 2000.
- [SIN] Spanish Renaissance Music. Ancient Consort Singers. Ancient Instrumental Ensemble. John Alexander. Ron Purcell. Tuxedo music TUXCD 1039. 1973.
- [TBE] Old Spanish Songs. Spanish songs from the Middle Ages and Renaissance. Teresa Berganza, Narciso Yepes. Edición en CD con otras grabaciones en: Canciones españoles. 1974.
- [TER] ¡Baylado!. Music of Renaissance Spain. The Terra Nova Consort. Dorian 90298. 2001.
- [TRU] Sevilla circa 1560. Secular Polyphony of the Andalusian School. La Trulla de Bozes. Carlos Sandúa. Passacaille 936. 2002.
- [UMB] Chacona. Renaissance Spain in the Age of Empire. Ex Umbris. Dorian 93207. 1999.
- [VIC] Victoria de los Ángeles. Spanish Songs of the Renaissance. Victoria de los Ángeles. Ars Musicae de Barcelona. José María Lamaña. Edición en CD acoplado con otros discos en: Victoria de los Angeles – Songs of Spain. 1960.
- [WAV] ¡Iberia!. Spanish & portuguese music of the Golden Age. The Waverly Consort. Collegium. 2003.
- [ZYR] Juan Vasquez. La música en la era del Descubrimiento IV. Taller Ziryab. Dial Discos CAL-5020. 1992.